# Гран-при Юты
Гран-при Юты — автоспортивное соревнование, проводящееся на автодроме Miller Motorsports Park.
Дебютное соревнование прошло в 2006 году. С 2008 года Большой приз проводится на нынешней конфигурации трассы.

## История
Гран-при Юты дебютировал в календаре серии в 2006 году, заменив этап в Сономе.
В первые два года Гран-при проводилась на длинной конфигурации трассы.

### 2006—2008
Борьба за победу проходила между экипажами заводских Audi LMP1 и полузаводскими Porsche LMP2 команды Penske Racing.
Это стало возможно потому, что из-за отсутствия реальных конкурентов у турбодизельных Audi R10 TDI организаторы максимально ужесточили регламент серии для техники LMP1, из-за чего на спринтерских этапах техника LMP2 боролась на равных, а зачастую и опережала априори более быструю технику старшего класса.
В 2006-м была одержана единственная победа ингольштадцев.
Трёхлетняя борьба завершилась поражением организаторов серии — заводская Audi перешла на отдельные старты, а Porsche закрыла лемановский проект.

### 2009—2010
После ухода Audi регламенты классов стали ещё больше сближаться. С 2010-го организаторы даже объединили все прототипы в одну зачётную группу. Из общей массы команд, после ухода заводов стали выделяться три коллектива — Highcroft Racing, Dyson Racing и Intersport Racing; которые и вели основную борьбу на этапах серии в общем зачёте.
Гонка-2009 проходила в борьбе двух фаворитов сезона — Highcroft Racing и de Ferran Motorsports. Команда Данкона Дайтона лучше начала сезон, но с третьего этапа наметился перелом — дуэт де Ферран / Пажно стал одерживать одну победу за другой. Триумф в Юте стал для них вторым по счёту.
Перед сезоном-2010 Жиль закрыл проект в серии и ушёл в IRL IndyCar. Однако это не упростило борьбу в чемпионате для Highcroft — к ним подтянулись соперники из CytoSport, Dyson Racing и Drayson Racing.
Команде Дайтона не удались 12 часов Себринга (их опередили не только заводские Peugeot и полузаводские Aston Martin, но и прямые конкуренты из CytoSport), но с началом регулярного сезона Highcroft смог начать опережать своих оппонентов и в Юте одержал уже третью победу в сезоне. Гонка в Туэле стала ярким ответом на то, как техника бывшего LMP2 может на равных бороться с техникой LMP1 — машины Highcroft имели большое преимущество на медленных отрезках, а на прямых же очень серьёзно уступали — Lola LMP1 по максимальной скорости регулярно была на 50 км/ч быстрее.

## Победители
| Год  | Класс | Экипаж                         | Команда                                      | Шасси                   | Дистанция/ Длительность | Конфигурация                    | Отчёт |
| ---- | ----- | ------------------------------ | -------------------------------------------- | ----------------------- | ----------------------- | ------------------------------- | ----- |
| 2006 | LMP1  | Франк Била Эмануэле Пирро      | Audi Sport North America                     | Audi R10 TDI            | 2 часа 45 минут         | Полная конфигурация (4.48-мили) | Отчёт |
| 2006 | LMP2  | Саша Маасен Лукас Лур          | Penske Racing                                | Porsche RS Spyder       | 2 часа 45 минут         | Полная конфигурация (4.48-мили) | Отчёт |
| 2006 | GT1   | Даррен Тёрнер Томаш Энге       | Aston Martin Racing                          | Aston Martin DBR9       | 2 часа 45 минут         | Полная конфигурация (4.48-мили) | Отчёт |
| 2006 | GT2   | Жайме Мело Мика Сало           | Risi Competizione                            | Ferrari F430 GT         | 2 часа 45 минут         | Полная конфигурация (4.48-мили) | Отчёт |
| 2007 | LMP1  | Ринальдо Капелло Алан Макниш   | Audi Sport North America                     | Audi R10 TDI            | 2 часа 45 минут         | Полная конфигурация (4.48-мили) | Отчёт |
| 2007 | LMP2  | Саша Маасен Райан Бриско       | Penske Racing                                | Porsche RS Spyder       | 2 часа 45 минут         | Полная конфигурация (4.48-мили) | Отчёт |
| 2007 | GT1   | Оливер Гевин Оливье Беретта    | Corvette Racing                              | Chevrolet Corvette C6.R | 2 часа 45 минут         | Полная конфигурация (4.48-мили) | Отчёт |
| 2007 | GT2   | Томаш Энге Даррен Тёрнер       | Petersen Motorsports/ White Lightning Racing | Ferrari F430 GT         | 2 часа 45 минут         | Полная конфигурация (4.48-мили) | Отчёт |
| 2008 | LMP1  | Марко Вернер Лукас Лур         | Audi Sport North America                     | Audi R10 TDI            | 2 часа 45 минут         | «Наружный круг» (3.05-мили)     | Отчёт |
| 2008 | LMP2  | Тимо Бернхард Ромен Дюма       | Penske Racing                                | Porsche RS Spyder       | 2 часа 45 минут         | «Наружный круг» (3.05-мили)     | Отчёт |
| 2008 | GT1   | Джонни О'Коннелл Ян Магнуссен  | Corvette Racing                              | Chevrolet Corvette C6.R | 2 часа 45 минут         | «Наружный круг» (3.05-мили)     | Отчёт |
| 2008 | GT2   | Йорг Бергмайстер Вольф Хенцлер | Flying Lizard Motorsports                    | Porsche 997 GT3-RSR     | 2 часа 45 минут         | «Наружный круг» (3.05-мили)     | Отчёт |
| 2009 | LMP1  | Жиль де Ферран Симон Пажно     | de Ferran Motorsports                        | Acura ARX-02a           | 2 часа 45 минут         | «Наружный круг» (3.05-мили)     | Отчёт |
| 2009 | LMP2  | Адриан Фернандес Луис Диас     | Lowe's Fernández Racing                      | Acura ARX-01b           | 2 часа 45 минут         | «Наружный круг» (3.05-мили)     | Отчёт |
| 2009 | GT2   | Йорг Бергмайстер Патрик Лонг   | Flying Lizard Motorsports                    | Porsche 997 GT3-RSR     | 2 часа 45 минут         | «Наружный круг» (3.05-мили)     | Отчёт |
| 2009 | GT-C  | Мелани Сноу Мартин Сноу        | Snow Racing                                  | Porsche 997 GT3 Cup     | 2 часа 45 минут         | «Наружный круг» (3.05-мили)     | Отчёт |
| 2010 | LMP   | Дэвид Брэбэм Симон Пажно       | Patrón Highcroft Racing                      | HPD ARX-01C             | 2 часа 45 минут         | «Наружный круг» (3.05-мили)     | Отчёт |
| 2010 | LMPC  | Скотт Такер Кристоф Бушю       | Level 5 Motorsports                          | Oreca FLM09             | 2 часа 45 минут         | «Наружный круг» (3.05-мили)     | Отчёт |
| 2010 | GT    | Жайме Мело Джанмария Бруни     | Risi Competizione                            | Ferrari F430 GTE        | 2 часа 45 минут         | «Наружный круг» (3.05-мили)     | Отчёт |
| 2010 | GTC   | Тим Паппас Йерун Блекемолен    | Black Swan Racing                            | Porsche 997 GT3 Cup     | 2 часа 45 минут         | «Наружный круг» (3.05-мили)     | Отчёт |

Жирным выделен победитель в общем зачёте.